# Regionaal park Vena del Gesso Romagnola
Het regionaal park Vena del Gesso Romagnola, gelegen in het achterland van Romagna tussen Imola en Faenza, is een beschermd natuurgebied van meer dan tweeduizend hectare dat zich onderscheidt van de rest van de noordelijke Apennijnen als de enige bergketen die deels uit gips bestaat. De eigenaardigheden en redenen van belang van dit gebied leidden in de jaren 1960 tot het idee om het gebied te beschermen en studies te starten om het gebied te definiëren en af te bakenen. Het park werd op 15 februari 2005 opgericht door de regio Emilia-Romagna.
Opmerkelijk in het park, en een reden voor de bescherming, zijn de ontsluitingen van het messiniaanse gips, die behoren tot de geologische formatie die bekend staat als de gips-zwavelformatie.
Het grondgebied van het park overlapt bijna volledig met de speciale beschermingszone Vena del Gesso Romagnola (IT4070011) en wordt beheerd door de beheersautoriteit voor parken en biodiversiteit - Romagna. Het park ligt op de heuvels van Romagna tussen Imola en Faenza, en omvat de valleien van de Santerno en Senio (twee zijrivieren van de Reno), de Sintria (een zijrivier van de Senio) en de Lamone. Het park ligt op het grondgebied van zes gemeenten: Brisighella (1.824 hectare); Borgo Tossignano (1.526 hectare); Casalfiumanese (255 hectare); Casola Valsenio (981 hectare); Fontanelice (440 hectare) en Riolo Terme (1.001 hectare).
Op 19 september 2023 tijdens de 45e sessie van de UNESCO Commissie voor het Werelderfgoed die doorging in het Saoedische Riyad is de gipsader van Romagna door UNESCO erkend als werelderfgoed als onderdeel van de site "Evaporitische karst en grotten van de noordelijke Apennijnen". Met name drie specifieke gebieden binnen het regionaal park werden erkend: een gebied van 70 hectare rond Monte Penzola, een gebied van 281 hectare rond Monte del Casino en een gebied van 962 hectare rond Monte Mauro. Samen met de andere zes gebieden verspreid over de metropolitane stad Bologna en de provincies Reggio Emilia, Rimini en Ravenna geniet het regionaal park hiermee van verbeterde bescherming en financiering. De motivatie voor de erkenning stelt: "Dit werelderfgoed met negen erkende sites is een ongewoon goed bewaard gebleven en uitgebreid epigeen gipskarstterrein. Het omvat een zeer hoge dichtheid aan grotten: meer dan 900 grotten op een relatief klein gebied, met in totaal meer dan 100 km aan grotten. Het is de eerste en best bestudeerde evaporitische karst ter wereld, met academisch werk dat begon in de 16e eeuw. Het omvat ook enkele van de diepste gipsgrotten die er bestaan, die 265 meter onder het oppervlak reiken."
Rotstekeningen van Valcamonica · Kerk en dominicanenklooster van Santa Maria delle Grazie met "Het Laatste Avondmaal" van Leonardo da Vinci · Historisch centrum van Rome, de bezittingen van de Heilige Stoel in die stad met speciale territoriale rechten en Sint-Paulus buiten de Muren · Historisch centrum van Florence · Venetië met zijn lagune · Domplein van Pisa · Historisch centrum van San Gimignano · Sassi en het park met de rotskerken van Matera · Vicenza en de Palladiaanse villa's in Veneto · Historisch centrum van Siena · Historisch centrum van Napels · Crespi d'Adda · Ferrara, stad van de renaissance in de Po-delta · Castel del Monte · Trulli van Alberobello · Vroeg-christelijke monumenten van Ravenna · Historisch centrum van Pienza · 18e-eeuws Koninklijk Paleis van Caserta met park, aquaduct van Vanvitelli en San Leuciocomplex · Residenties van het Koninklijk Huis van Savoye · Botanische tuin in Padua · Porto Venere, Cinque Terre en de eilanden Palmaria, Tino en Tinetto ·  Kathedraal, Torre Civica en Piazza Grande, Modena · Archeologisch Pompeï, Herculaneum en Torre Annunziata · Amalfitaanse kust · Archeologisch Agrigento · Villa Romana del Casale · Nuraghe Su Nuraxi bij Barumini · Nationaal park Cilento, Vallo di Diano e Alburni met archeologisch Paestum en Velia en Kartuizerklooster San Lorenzo · Historisch centrum van Urbino · Archeologische opgravingen en Patriarchale Basiliek van Aquileia · Villa Adriana, Tivoli · Eolische Eilanden · Assisi, Sint-Franciscusbasiliek en andere franciscaanse locaties · Verona · Villa d'Este, Tivoli · Laatbarokke steden in het Val di Noto (Zuidoost-Sicilië) · Heilige bergen · Monte San Giorgio · Etruskische begraafplaatsen van Cerveteri en Tarquinia · Val d'Orcia · Syracuse en de rotsnecropolis van Pantalica · Genua: Le Strade Nuove en het systeem van de Palazzi dei Rolli · Oude en voorhistorische beukenbossen van de Karpaten en andere regio's van Europa · Mantua en Sabbioneta · Rhätische Bahn in het Albula/Bernina-landschap · Dolomieten · Longobarden in Italië. Plaatsen van macht (568-774 na Christus) · Prehistorische paalwoningen in de Alpen · Etna · Villa's en tuinen van de Medici in Toscane · Wijngaardlandschap van Piëmont: Langhe-Roero en Monferrato · Arabisch-Normandisch Palermo en de kathedralen van Cefalù en Monreale · Venetiaanse verdedigingswerken van de 15e tot 17e eeuw: Stato da Terra - westelijke Stato da Mar · Ivrea, industriestad van de 20e eeuw · De prosecco-heuvels van Conegliano en Valdobbiadene · Historische kuuroorden van Europa (Montecatini Terme) · Padua's 14e-eeuwse frescocycli · De portieken van Bologna · Via Appia. Regina viarum